# Fabria inornata
Fabria inornata är en nattsländeart som först beskrevs av Banks 1907.  Fabria inornata ingår i släktet Fabria och familjen broknattsländor. Inga underarter finns listade i Catalogue of Life.